# Gymnoloma subsulcata
Gymnoloma subsulcata är en skalbaggsart som beskrevs av Hermann Burmeister 1844. Gymnoloma subsulcata ingår i släktet Gymnoloma och familjen Melolonthidae. Inga underarter finns listade i Catalogue of Life.